# 青龙街道 (安宁市)
青龙街道是中国云南省昆明市安宁市下辖的一个街道办事处，位于安宁市区西北27公里，螳螂川右岸，距昆明市区60公里，面积138平方公里，2010年末人口1.2万人。全域森林覆盖率达67.7%，2008年被评为国家卫生镇称号。境内交通方便，成昆铁路、广昆复线穿境而过，安楚高速，320国道等公路四通八达。境内有昆明二电厂，永昌钢铁公司等大型企业。旅游资源主要有青龙峡风景区。

## 历史
青龙街道因政府驻地在元代建有青龙寺而得名。1949年前属于正北乡，1950年～1957年设青龙乡，1958年～1961年改设和平公社青龙管理区，1961年～1984年为青龙公社，1984年复设青龙乡，1996年设青龙镇。2011年4月安宁市正式在全域撤镇设街道办事处，改为街道办事处。

## 行政区划
青龙街道共辖1个社区和4个行政村，分别是：
青龙社区、青龙村、白塔村、赵家庄村和双湄村。